# ベンドア
ベンドア（Bend Or）とはイギリスの競走馬・種牡馬である。1880年のエプソムダービーに優勝した。種牡馬としては同時期にセントサイモンがいたことからリーディングサイアーになることはなかったが、イギリスクラシック三冠馬オーモンドなどを出している。子孫は後にセントサイモン系の衰退を期に現在の主流となった。名前は紋章学の襷「Bend」と金色「Or」より。
毛色は母の父ソーマンビー、父の父ストックウェルから受け継いだベンドア斑（別名：バードキャッチャー斑）により黒い斑点を持っており、しかも尾花栗毛の珍しい毛色であった。馬体そのものは16.1ハンド（約164cm）のすばらしい馬体を誇っていたという。

## 戦績
2歳時は大差こそ付けなかったが瞬発力の違いでリッチモンドステークスなど5連勝。だが3歳になると脚部不安で満足にレースを使えずエプソムダービーを迎えてしまった。問題はそれだけではなく、エプソムダービーの25日前には主戦騎手のフレッド・アーチャーがミュリーエドレスに噛みつかれ右腕を負傷するという事態に見舞われていたが、アーチャーは医者や調教師の説得に応じず、痛み止めを使用し、腕に鉄板を巻き付けてエプソムダービーに挑んだ。しかも観衆はベンドアを3倍の一番人気に押していた。この時の騎乗はいまや伝説として語られ、片腕だけでロバートザデヴィルにアタマ差を付け優勝した。
エプソムダービーの2週間後、ベンドアに替え玉疑惑がかけられたが、替え玉ではないと結論づけられた（DNA調査を含む後世の研究の結果、現在ではベンドアとタドカスターは実際に入れ替わっていた可能性が高いと考えられている。詳細は#後述）。1か月後にセントジェームズパレスステークスに出走し、デビューからの連勝を7に伸ばしている。秋のセントレジャーステークスでは二冠に挑んだがエプソムダービーで下したロバートザデヴィルに大差を付けられ5着に敗れ、さらにグレートフォールステークス、チャンピオンステークスともにロバートザデヴィルの2着としこの年を終えている。
翌年はシティ&サバーバンハンデキャップと言うレースでアメリカ産のエプソムダービー優勝馬フォックスホールとのダービー馬対決を制し、エプソムゴールドカップではロバートザデヴィルとのマッチレースが組まれクビ差下した。また秋にはチャンピオンステークスを制し、ケンブリッジャーステークスを134ポンド（約60.8kg）のトップハンデながら5着と好走し現役を終えた。

## 引退後
引退後はウェストミンスター公のイートン牧場で種牡馬入りした。種牡馬としてはイギリスクラシック三冠馬オーモンド、2000ギニー優勝馬ボナヴィスタの2頭の後継種牡馬を初め優秀な産駒を多数送り出したが、同時期のセントサイモンの圧倒的な種牡馬成績の前にリーディングサイアーを取ることはなかった。だが、その後のファラリス等の活躍により現在の主流血統を形成している。ノーザンダンサーもナスルーラもミスタープロスペクターもベンドアの直系子孫である。
オーモンドの子孫についてはオーム系、ボナヴィスタの子孫で現在の主流についてはファラリス系を参照されたい。

### 主な産駒
- オーモンド 英クラシック三冠、チャンピオンステークス、デューハーストプレート
- ボナヴィスタ 2000ギニー
- ラヴェノ ジョッキークラブステークス、チャンピオンステークス
- マータゴン アスコットゴールドカップ、グッドウッドカップ
- オービット エクリプスステークス
- オリオン プリンスオブウェールズステークス、チャンピオンステークス
- オーヴェイト サセックスステークス、ニューマーケットダービー
- ケンダル 1897年イギリスリーディングサイアー
- ルージュグロワ デューハーストステークス
- ラディウム ドンカスターカップ（孫に名馬ファーラップ）
- ベンストローム 1903年アメリカリーディングサイアー

## 血統表
| ベンドアの血統（エクリプス系／4代内アウトブリード） | ベンドアの血統（エクリプス系／4代内アウトブリード） | ベンドアの血統（エクリプス系／4代内アウトブリード） | （血統表の出典）     | （血統表の出典） |
| 父 Doncaster 1870 栗毛                              | 父の父Stockwell 1849 栗毛                           | The Baron                                           | Birdcatcher          | Birdcatcher      |
| 父 Doncaster 1870 栗毛                              | 父の父Stockwell 1849 栗毛                           | The Baron                                           | Echidna              |                  |
| 父 Doncaster 1870 栗毛                              | 父の父Stockwell 1849 栗毛                           | Pocahontas                                          | Glencoe              | Glencoe          |
| 父 Doncaster 1870 栗毛                              | 父の父Stockwell 1849 栗毛                           | Pocahontas                                          | Marpessa             |                  |
| 父 Doncaster 1870 栗毛                              | 父の母Marigold 1860 栗毛                            | Teddington                                          | Orlando              | Orlando          |
| 父 Doncaster 1870 栗毛                              | 父の母Marigold 1860 栗毛                            | Teddington                                          | Miss Twickenham      |                  |
| 父 Doncaster 1870 栗毛                              | 父の母Marigold 1860 栗毛                            | Ratan Mare                                          | Ratan                | Ratan            |
| 父 Doncaster 1870 栗毛                              | 父の母Marigold 1860 栗毛                            | Ratan Mare                                          | Melbourne Mare       |                  |
| 母 Rouge Rose 1865 栗毛                             | 母の父Thormanby 1857 栗毛                           | Windhound                                           | Pantaloon            | Pantaloon        |
| 母 Rouge Rose 1865 栗毛                             | 母の父Thormanby 1857 栗毛                           | Windhound                                           | Phryne               |                  |
| 母 Rouge Rose 1865 栗毛                             | 母の父Thormanby 1857 栗毛                           | Alice Hawthorn                                      | Muley Moloch         | Muley Moloch     |
| 母 Rouge Rose 1865 栗毛                             | 母の父Thormanby 1857 栗毛                           | Alice Hawthorn                                      | Rebecca              |                  |
| 母 Rouge Rose 1865 栗毛                             | 母の母Ellen Horne 1844 黒鹿毛                       | Redshank                                            | Sandbeck             | Sandbeck         |
| 母 Rouge Rose 1865 栗毛                             | 母の母Ellen Horne 1844 黒鹿毛                       | Redshank                                            | Johanna              |                  |
| 母 Rouge Rose 1865 栗毛                             | 母の母Ellen Horne 1844 黒鹿毛                       | Delhi                                               | Plenipotentiary      | Plenipotentiary  |
| 母 Rouge Rose 1865 栗毛                             | 母の母Ellen Horne 1844 黒鹿毛                       | Delhi                                               | Pawn Junior F-No.1-k |                  |

## タドカスターとの入れ替わり
ダービーのあと、2着に敗れたロバートザデヴィルの馬主が、ベンドアの血統に不正があり、別馬とすり替えられていたと異議申し立てをして、賞金の引き渡しを要求した。すり替えられた相手の馬の名は「Tadcaster」（タドカスター）だという。
「タドカスター」もベンドアと同じく初代ウェストミンスター公爵の生産・所有馬で、どちらも栗毛で、父馬も同じドンカスター、母はクレメンスといい、母の父はソーマンビーではなくニューミンスターだった。ところが牧場時代に2頭が入れ替わってしまったのだという。
この話の出どころは、初代ウェストミンスター公爵の牧場をクビになった馬丁で、死の床で「真実を告白した」というふれこみだった。当時の裁決委員は、調査の結果、この「告白」は虚偽だと結論づけた。同時代の証言によれば、本馬と母ルージュローズは蹄や仕草が似ているし、他のルージュローズ産駒とも似ていたという。一方のタドカスターは、「母」のクレメンスと似ているという。裁決委員は、この馬丁が、初代ウェストミンスター公爵の牧場をクビにされたのを逆恨みして、悪意をもって嘘をついたのだろうと裁定した。これにより、本馬は血統登録通りにルージュローズの産駒と認められた。
しかし現代では、ベンドアとタドカスターは本当に入れ替わっていた可能性が高いと考えられている。
2011年にベンドアを含む多数の歴史的名馬の骨格についてDNA調査が行われ、その中で自然史博物館に保管されている本馬の骨格が、血統書通りの1号族ではなく2号族のミトコンドリアDNA（mtDNA）を保有することが判明した。
ミトコンドリアは母系遺伝するため、血統書に従えばベンドアのミトコンドリアDNAは1号族のものでなければならない。事実、ベンドアの血統書上の母ルージュローズの、現代に生きる牝系子孫（1-k族）たちは1号族固有のmtDNAを持つことが確認されている。一方で、タドカスターの血統上の母クレメンスは2号族に属している。この結果は、ベンドアとタドカスターが入れ替わった（少なくともこの骨格の持ち主がルージュローズの仔でないことは確実）ことを示唆している。
とはいえ、発覚していれば失格は免れない重大な不正ないし過失があったとしても、ダービーで同世代の馬相手に1位で入線し、種牡馬として成功したのは本馬である。なお、タドカスターとされた本来のベンドアは、去勢され障害競走も走ったが、小ステークスを含む5勝に終わった。